# Hippolyte et Aricie

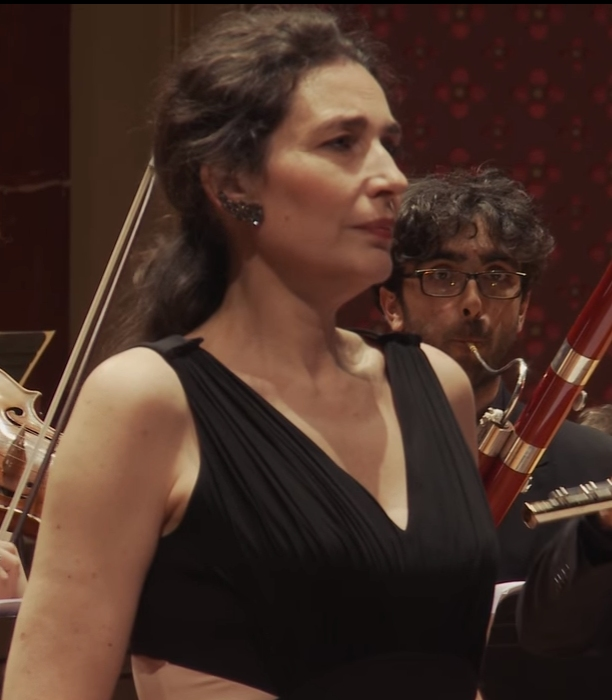
Hippolyte et Aricie

Hippolyte et Aricie (tiếng Việt: Hippolyte và Aricie) là vở opera đầu tiên của nhà soạn nhạc người Pháp Jean-Philippe Rameau. Người viết lời cho tác phẩm này là Simon-Joseph Pellegrin. Pellegrin đã viết nó dựa trên tác phẩm Phèdre của Jean Racine. Đây là vở opera 5 màn, được sáng tác theo truyền thống tragédie en musique với đoan ngụ ngôn mở đầu câu chuyện. Vở opera được trình diễn lần đầu tiên bởi Paris Opera tại Théâtre du Palais-Royal, đường Saint-Honoré, Paris vào ngày 1 tháng 10 năm 1733 và đã gây ra một cuộc tranh cãi lớn. Thế nên, vở opera này đã không thành công.